# Koskär (Eckerö, Åland)
Koskär med Flyttan är en ö i Åland (Finland). Den ligger i Ålands hav eller Bottenhavet och i kommunen Eckerö i landskapet Åland, i den sydvästra delen av landet. Ön ligger omkring 31 kilometer nordväst om Mariehamn och omkring 300 kilometer väster om Helsingfors.
Öns area är 16,3 hektar och dess största längd är 1 kilometer i nord-sydlig riktning.

## Delöar och uddar
- Koskär 60°16′44″N 19°30′15″Ö / 60.27881°N 19.50407°Ö
- Flyttan 60°16′31″N 19°29′59″Ö / 60.2753°N 19.4998°Ö